# Juhani Pallasmaa
Juhani Pallasmaa (né le 14 septembre 1936 à Hämeenlinna) est un architecte finlandais, ancien professeur d'architecture de l'Université technologique d'Helsinki et ancien directeur du Musée de l'architecture finlandaise.

## Biographie
Dans la première période de sa carrière, Juhani Pallasmaa s'intéresse au rationalisme, à la standardisation et à la préfabrication. Ceci est dû en grande partie à l'influence de son mentor Aulis Blomstedt, qui se préoccupait des systèmes proportionnels et de standardisation. Le premier ouvrage important de Juhani Pallasmaa qui met en évidence ces principes est un chalet d'été industriel, Moduli 225, qu'il conçoit avec Kristian Gullichsen.
Cependant, les modèles de ce type d'architecture appartiennent plutôt à l’architecture japonaise et les productions de Ludwig Mies van der Rohe. En Finlande, on nomme constructivisme ce type d'architecture - qui n'a qu'un air de famille avec l'architecture avant-gardiste du constructivisme russe. Pendant les années 1950 et 1960, ses travaux s'opposent à ceux d'Alvar Aalto, qui est de plus en plus considéré dans son pays comme un individualiste idiosyncratique.

L'intérêt porté au Japon par Pallasmaa porte les germes de ses préoccupations futures, la matérialité et la phénoménologie de l'expérience. C'est en revenant d'enseigner en Afrique qu'il s’écartera du constructivisme pur pour s’intéresser à la psychologie, la culture, et la phénoménologie. Pallasmaa soutient aujourd'hui l'importance de l'atmosphère dans la création architecturale, et prône une approche plus périphérique que centrale.
« On nous a appris à concevoir, observer et évaluer les espaces et les cadres architecturaux principalement comme des entités formelles et esthétiques. Pourtant, l’ambiance générale, diffuse, détermine souvent de manière bien plus décisive et plus puissante notre attitude à l’égard du cadre (...) Cette thèse suggère qu’une des raisons pour lesquelles, souvent, les espaces contemporains – comparés aux cadres historiques et naturels qui suscitent un puissant investissement émotionnel – nous aliènent, a à voir avec la pauvreté de notre vision périphérique et la faible qualité de l’atmosphère qui en résulte. La vision centrée fait de nous de simples observateurs extérieurs, tandis que la perception périphérique transforme les images rétiniennes en une participation spatiale et corporelle, et suscite une impression d’atmosphère accueillante et d’implication personnelle. La perception périphérique est le mode de perception par lequel nous saisissons des atmosphères. L’importance de l’ouïe, de l’odorat et du toucher dans la perception atmosphérique (de la température, de l’humidité, de la circulation de l’air) résulte de leur essence d’organes de sensations non-directionnelles et globales. »
Juhani Pallasmaa est membre de l'Association finlandaise des architectes et compagnon de l'American Institute of Architects.

## Ouvrages

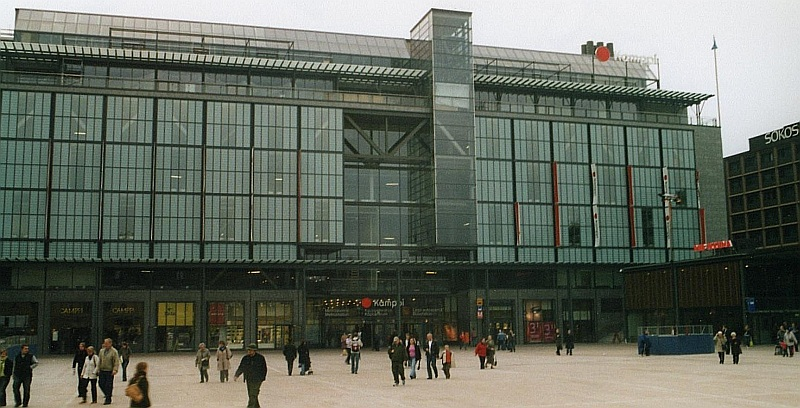
Centre de Kamppi, Helsinki, 2003-2006

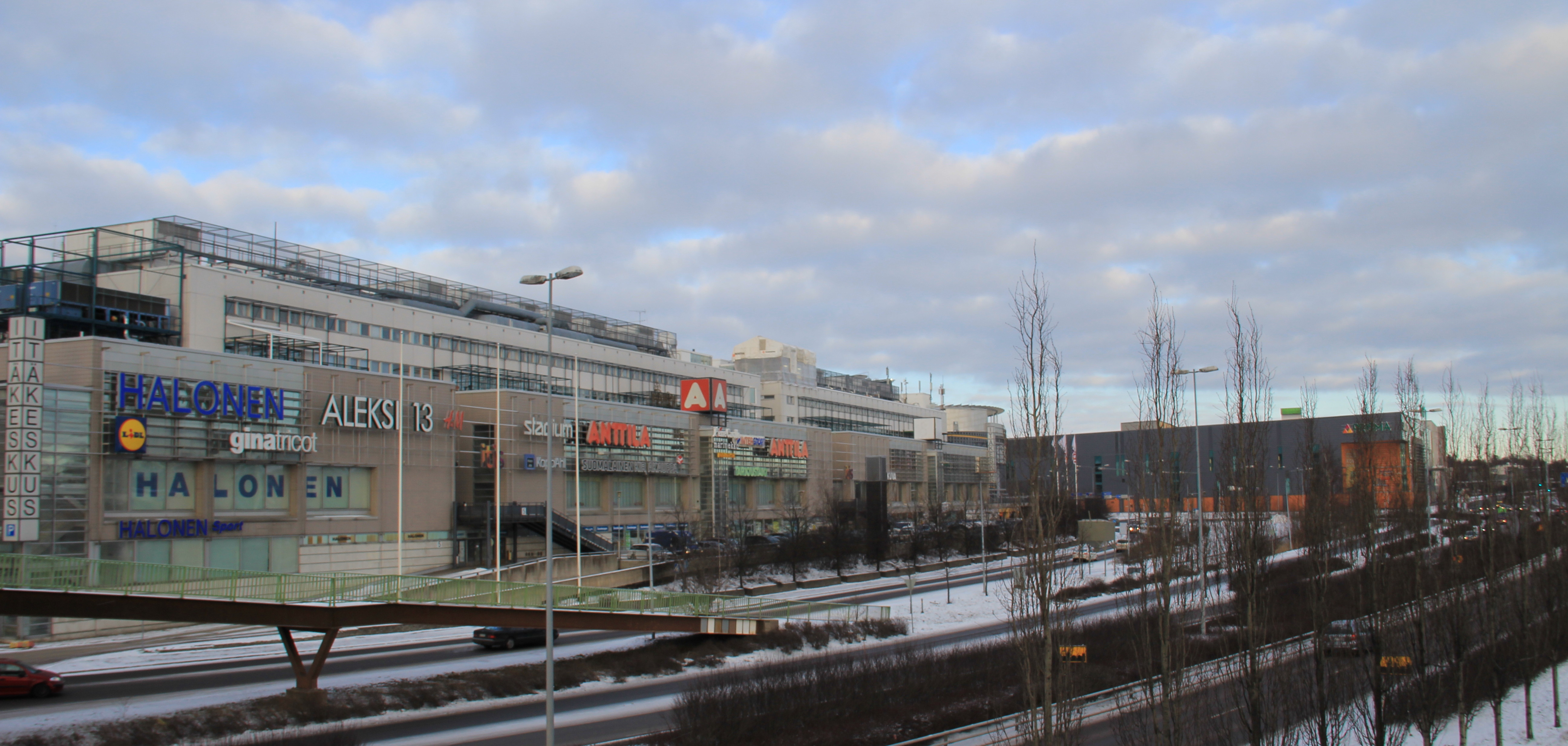
Itis, Helsinki, 1989-1991

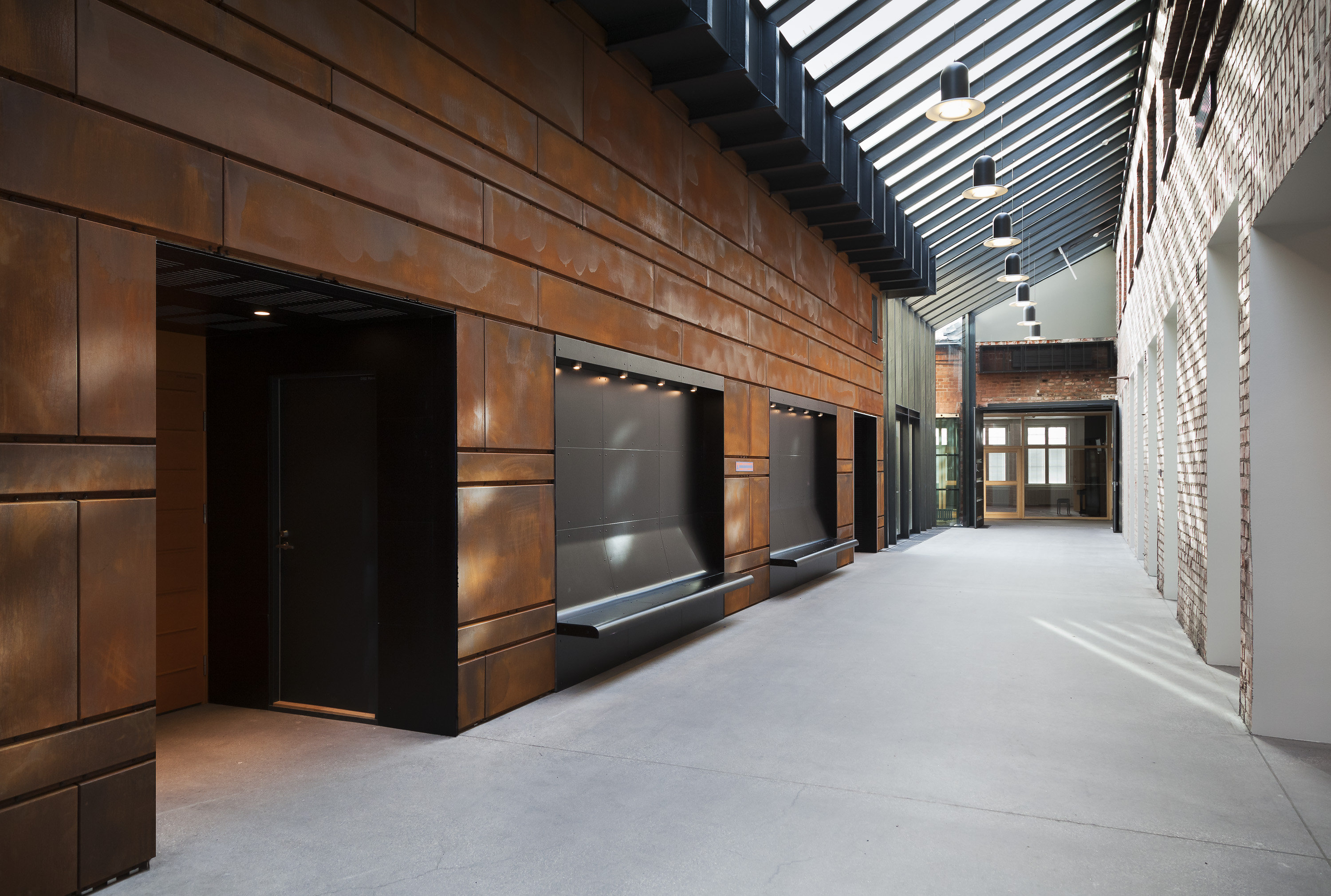
Musée d'art de Rovaniemi, Rovaniemi.

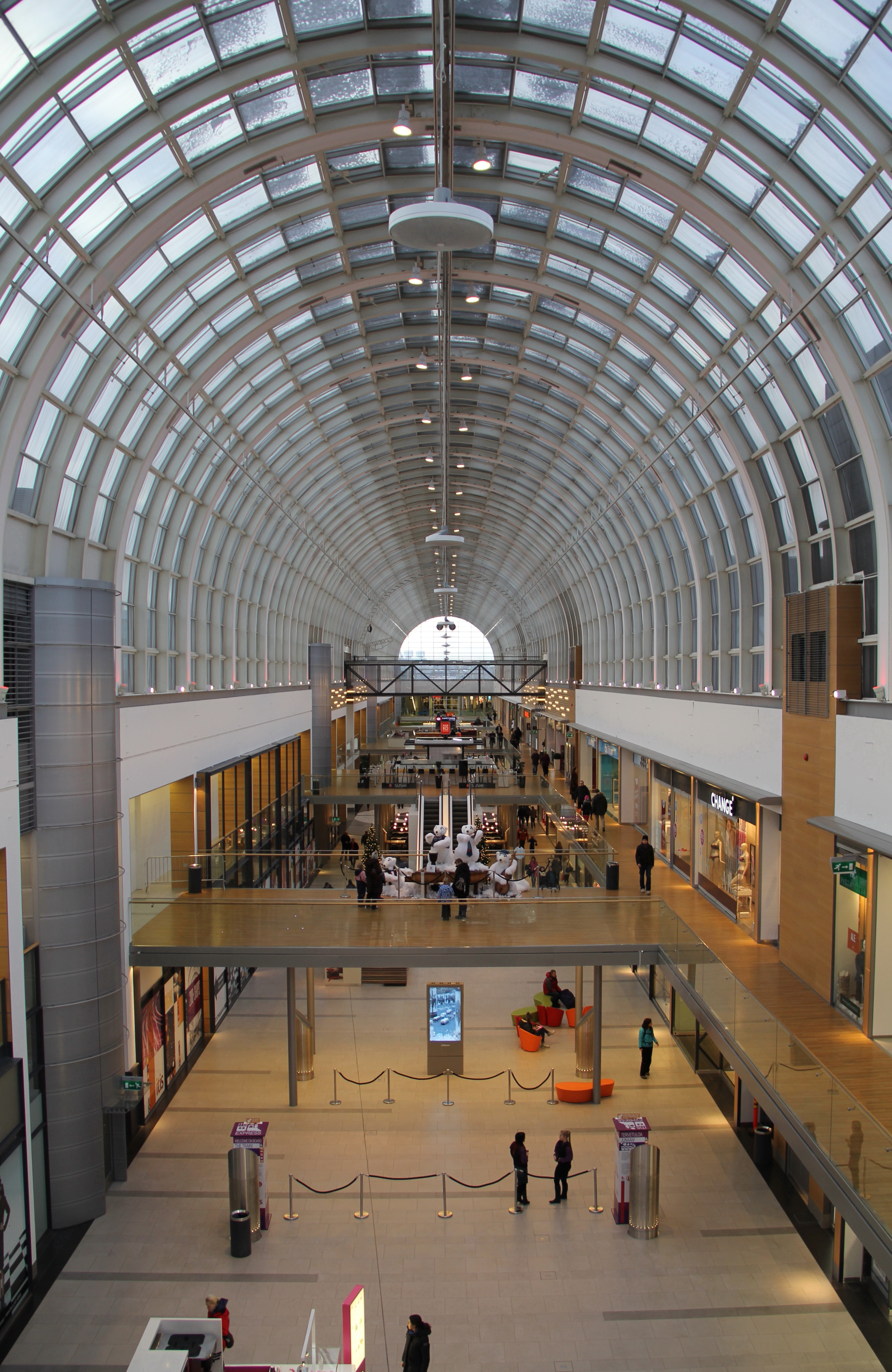
Itis, Helsinki, 1989-1991

- Centre de Kamppi, Helsinki, 2003-2006.
- Snow Show, Laponie (avec Rachel Whiteread), 2004.
- Musée de la Banque de Finlande, Helsinki, 2002-2003.
- Pont pour piétons et cyclistes, Éco-village de Viikki, Helsinki, 2002.
- Académie des arts de Cranbrook, Driveway Square, Michigan, 1994.
- Centre commercial Itis, Helsinki; 1989-1991.
- Zone résidentielle de Ruoholahti (paysages), 1990-1991.
- Institut finlandais (avec Roland Schweitzer), Paris, 1986-1991.
- Central téléphonique d'Elisa, 1987.
- Vieille halle du marché d'Helsinki, Helsinki, rénovation 1986.
- Musée d'art de Rovaniemi, Rovaniemi, rénovation, 1984-1986.
- Atelier d'été de Tor Arne, Ile de Vänö, Kimitoön, 1970.
- Moduli 225 (avec Kristian Gullichsen), 1969-1971.

## Prix et récompenses
- Prix Finlande, 2000
- Académie américaine des arts et des lettres, Prix Arnold W. Brunner 2009[3].
- Prix Alfred Kordelin , 2010
- Prix de la structure métallique de l'année, 2006

## Expositions
- “Studies in Silence” Expositions des œuvres de Juhani Pallasmaa à Valcucine Milano Brera, Milan, Italie, Mars 2014[4].

## Écrits
- Juhani Pallasmaa (trad. de l'anglais par Mathilde Bellaigue), Le regard des sens [« The eyes of the skin »] (Essai), Paris, éditions du Linteau, 2010, 99 p. (ISBN 978-2-910342-68-5 et 2-910342-68-9)[5]
- Juhani Pallasmaa (trad. de l'anglais par Etienne Schelstraete), La Main qui Pense : Pour une architecture sensible [« The Thinking Hand: Existential and Embodied Wisdom in Architecture »] (Essai), Arles, Actes sud, 2013, 151 p. (ISBN 978-2-330-01240-3 et 2-330-01240-3)
- (en) Juhani Pallasmaa et Robert McCarter, Understanding Architecture, Phaidon, 2012, 448 p. (ISBN 978-0-7148-4809-9)
- (en) Juhani Pallasmaa, Encounters 2 : Architectural Essays, Helsinki, Peter MacKeith. Rakennustieto, 2012, 334 p. (ISBN 978-952-267-020-5)
- (en) Juhani Pallasmaa, The Thinking Hand : Existential and Embodied Wisdom in Architecture, John Wiley, 2009, 160 p. (ISBN 978-0-470-77928-6)
- (en) Juhani Pallasmaa, Archipelago. Essays on Architecture, Helsinki, Peter MacKeith, Rakennustieto, 2006 (ISBN 951-682-806-X)
- (en) Juhani Pallasmaa, Encounters. Architectural Essays, Helsinki, Peter MacKeith. Rakennustieto, 2005, 334 p. (ISBN 978-952-267-022-9)
- (en) Juhani Pallasmaa, The Architecture of Image : Existential Space in Cinema, Helsinki, Rakennustieto, 2001, 183 p. (ISBN 978-951-682-628-1)